# Nearco
 (août 2023).
Si vous disposez d'ouvrages ou d'articles de référence ou si vous connaissez des sites web de qualité traitant du thème abordé ici, merci de compléter l'article en donnant les références utiles à sa vérifiabilité et en les liant à la section « Notes et références ».
Nearco (1935-1957) est un cheval de course pur sang né en Italie, issu de Pharos et Nogara, par Havresac. Il est autant reconnu pour sa carrière en course que pour sa production : il est à l'origine de la lignée d'étalons la plus dominante de l'élevage mondial[réf. nécessaire]. 

## Carrière de courses
Entraîné par Federico Tesio,  éleveur-propriétaire de la péninsule, également associé à Ribot, Nearco fut l'un des plus grands champions de son temps, demeuré invaincu tout au long d'une carrière débutée à 2 ans, en 1937, sur l'hippodrome de San Siro à Milan. Cette année-là, il rafla toutes les courses du programmes, soit sept épreuves. Sa saison de 3 ans ressembla à un bis repetita : sept courses, sept victoires, tout en s'aventurant sur des distances excédant a priori ses aptitudes de cheval de vitesse. Ultra dominateur dans son pays, Nearco franchit les frontières pour prouver qu'il n'était pas seulement le meilleur cheval d'Italie : il s'en vint à Longchamp où il triompha sur les 3 000 mètres du Grand Prix de Paris devant Canot et le vainqueur du Derby d'Epsom Bois Roussel. Ce fut sa dernière courses, et Nearco se retira avec ce palmarès sans tache, qui fait de lui l'autre grand nom des courses italiennes avec Ribot. 

### Résumé de carrière
| Date         | Hippodrome  | Pays        | Course                                 | Distance    | Jockey      | Place       | Écart       | Deuxième       |
| 1937, 2 ans  | 1937, 2 ans | 1937, 2 ans | 1937, 2 ans                            | 1937, 2 ans | 1937, 2 ans | 1937, 2 ans | 1937, 2 ans | 1937, 2 ans    |
| ------------ | ----------- | ----------- | -------------------------------------- | ----------- | ----------- | ----------- | ----------- | -------------- |
| 10 juin      | San Siro    | Italie      | Premio Colico                          | 1 000 m     | P. Guberini | 1er         | 3           | Munda          |
| 12 septembre | San Siro    | Italie      | Premio Menaggio                        | 1 000 m     | P. Guberini | 1er         | 2           |                |
| 22 septembre | San Siro    | Italie      | Premio Vimercate                       | 1 200 m     | P. Guberini | 1er         | 1 ½         | Jacopo Rubisti |
| 26 septembre | San Siro    | Italie      | Criterium Nazionale                    | 1 200 m     | P. Guberini | 1er / 3     | 2           | Fonzaso        |
| 17 octobre   | San Siro    | Italie      | Gran Criterium                         | 1 500 m     | P. Guberini | 1er / 4     | 2 ½         | Gabba Gaddi    |
| 31 octobre   | Rome        | Italie      | Premio Tevere                          | 1 400 m     | P. Guberini | 1er         | 3           | Munda          |
| 14 novembre  | San Siro    | Italie      | Premio Chiusura                        | 1 400 m     | J. Grassini | 1er         | 3/4         | El Greco       |
| 1938, 4 ans  |             |             |                                        |             |             |             |             |                |
| 27 février   | Pise        | Italie      | Premio Ministero Agricoltura e Foreste | 1 400 m     | P. Guberini | 1er / 23    | 3           | Gabbro         |
| 3 avril      | Rome        | Italie      | Premio Parioli (Italian 2,000 Guineas) | 1 600 m     | P. Guberini | 1er         | 6           | Pelligno       |
| 10 avril     | San Siro    | Italie      | Premio Principe Emanuele Filliberto    | 2 000 m     | P. Guberini | 1er         | 3           | Gabbro         |
| 12 mai       | Rome        | Italie      | Derby Italiano                         | 2 400 m     | P. Guberini | 1er / 6     | loin        | Pelligno       |
| 29 mai       | San Siro    | Italie      | Gran Premio d'Italia                   | 2 400 m     | P. Guberini | 1er / 4     | 6           | Procle         |
| 19 juin      | San Siro    | Italie      | Gran Premio di Milano                  | 3 000 m     | P. Guberini | 1er / 5     | 3           | Procedura      |
| 26 juin      | Longchamp   | France      | Grand Prix de Paris                    | 3 000 m     | P. Guberini | 1er / 18    | 1 ½         | Canot          |

## Au haras
En 1938, les troubles politiques et la possibilité d’une guerre pour l’Italie décidèrent Federico Tesio à vendre Nearco. C'est Martin H. Benson, du haras de Beech House à Newmarket, qui s'en rendit acquéreur, pour £ 60 000, un record mondial à l'époque pour un étalon. Cet investissement allait s'avérer largement rentable tant Nearco allait marquer l'élevage mondial, principalement avec trois de ses fils : Nasrullah, Neartic et Royal Charger.  
- Nasrullah : vainqueur des Champion Stakes en 1943, il fut rapidement un étalon très recherché en Europe (tête de liste des étalons en Angleterre et en Irlande en 1951 et père de plusieurs champions), avant de s'envoler pour les États-Unis en 1950, où il devint l'un des reproducteurs les plus importants de l'après-guerre. Cinq fois tête de liste entre 1955 et 1962, il est le père d'un autre étalon phare, Bold Ruler (huit fois tête de liste, et père notamment de Secretariat), mais aussi de Never Bend (d'où Mill Reef et Riverman), Red God (d'où Blushing Groom) ou encore Nashua (Preakness Stakes, Belmont Stakes, et père de mère de Mr. Prospector).
- Nearctic : champion au Canada, son pays natal, ou il fut sacré cheval de l'année en 1958, il n'est autre que le père de Northern Dancer, l'étalon du siècle, mais aussi du champion français Nonoalco.
- Royal Charger : lauréat notamment des Queen Anne Stakes, qui étendit l'influence de Nearco jusqu'au antipodes puisque son fils Copenhagen fut quatre fois tête de liste en Nouvelle-Zélande

Parmi les autres produits remarquables de Nearco, il faut citer aussi le crack Dante, vainqueur du Derby d’Epsom 1945, Sayajirao, vainqueur du St Leger 1947, et Nimbus, gagnant des Guinées et à Epsom en 1949. Au total, Nearco eut plus de 100 de ses fils basés en haras sur l’ensemble du globe, ce qui était aussi un record si l’on excepte St. Simon. Étalon éminemment prépondérant, Nearco le fut aussi dans les lignées maternelles, puis qu'il est le père de mère du champion Vaguely Noble, de Charlottesville, multiple gagnante de groupe 1, des vainqueurs de Derby Artic Prince (1948) et Tulyar (1952), et d'un autre Arc-winner, Saint Crespin. Outre Northern Dancer, Mill Reef ou Secretariat, déjà mentionnés, Seattle Slew, Ballymoss, Shergar, Arkle, Never Say Die, Mr Prospector, Nijinsky, Royal Palace, Fort Marcy, Better Loosen Up, Sir Ivor, Bold Ruler, Sunday Silence, Deep Impact ou Invasor sont d'autres descendants notables de Nearco. Pour se donner une idée de son hégémonie, on peut noter que de 1994 à 2009, le courant de sang masculin de chaque vainqueur d’Arc de Triomphe remonte à Nearco, son fils Nasrullah, et son petit-fils Northern Dancer.
Nearco mourut d’un cancer le 27 juin 1957 et fut inhumé au haras de Beech House, à Newmarket. 

## Origines
Nearco doit la vie au hasard : Federico Tesio avait choisi pour sa mère, Nogara, l'étalon Fairway, propriété de Lord Derby, mais la poulinière ne fut pas retenue et l'éleveur dut se rabattre sur son second choix, Pharos. Qui n'était pas un second choix : deux fois tête de liste, une fois en Grande-Bretagne et en Irlande, une fois en France, il est aussi le père d'un autre champion invaincu, Pharis, auteur en 1939 du doublé Prix du Jockey Club / Grand Prix de Paris[Lequel ?], puis sacré tête de liste des étalons en France en 1944.     
Nogara était une championne, elle remporta 14 de ses 18 courses dont le Criterium Nazionale, le Premio Primi Passi, le Premio Parioli, le Premio Regina Elena, le Premio Pisa, et deux éditions du Premio Natale di Roma. Elle se montra encore plus brillante au haras puisque, outre Nearco, elle donna la vie, entre autres, à :      
- 1938 - Niccolo dell'Arca (par Coronach), lauréat de la triple couronne italienne (Derby Italiano, Premio Parioli, St.Leger Italiano), du Gran Criterium, du Gran Premio di Milano, du Gran Premio d'Italia ou encore du Grosser Preis der Reichshauptstadt. L'un des plus grands pères de mères de l'élevage italien.
- 1940 - Nakamuro (par Cameronian) : 2e Derby Italiano, 3e Gran Criterium
- 1941 - Nervesa (par Ortello) : Oaks d'Italia, 2e Premio Regina Elena, 3e Premio Emanuele Filiberto.
- 1945 - Naucide (par Bellini) : Premio Ambrosiano, Premio Chiusura, Premio Emanuele Filiberto, 3e Derby Italiano.

Nogara était une petite fille de la Sibola, qui fut la meilleure pouliche de sa génération en Angleterre, remportant notamment les 1000 Guinées[réf. nécessaire].

### Pedigree
| Origines de Nearco (ITA), mâle bai brun né en 1935 | Origines de Nearco (ITA), mâle bai brun né en 1935 | Origines de Nearco (ITA), mâle bai brun né en 1935 | Origines de Nearco (ITA), mâle bai brun né en 1935 |
| -------------------------------------------------- | -------------------------------------------------- | -------------------------------------------------- | -------------------------------------------------- |
| Père Pharos 1920                                   | Phalaris 1913                                      | Polymelus 1902                                     | Cyllene                                            |
| Père Pharos 1920                                   | Phalaris 1913                                      | Polymelus 1902                                     | Maid Marian                                        |
| Père Pharos 1920                                   | Phalaris 1913                                      | Bromus 1905                                        | Sainfoin                                           |
| Père Pharos 1920                                   | Phalaris 1913                                      | Bromus 1905                                        | Cheery                                             |
| Père Pharos 1920                                   | Scapa Flow 1914                                    | Chaucer 1900                                       | St. Simon                                          |
| Père Pharos 1920                                   | Scapa Flow 1914                                    | Chaucer 1900                                       | Canterbury Pilgri                                  |
| Père Pharos 1920                                   | Scapa Flow 1914                                    | Anchora 1905                                       | Love Wisely                                        |
| Père Pharos 1920                                   | Scapa Flow 1914                                    | Anchora 1905                                       | Eryholme                                           |
| Mère Nogara 1928                                   | Havresac 1915                                      | Rabelais 1900                                      | St. Simon                                          |
| Mère Nogara 1928                                   | Havresac 1915                                      | Rabelais 1900                                      | Satirical                                          |
| Mère Nogara 1928                                   | Havresac 1915                                      | Hors Concours 1906                                 | Ajax                                               |
| Mère Nogara 1928                                   | Havresac 1915                                      | Hors Concours 1906                                 | Simona                                             |
| Mère Nogara 1928                                   | Catnip 1910                                        | Spearmint 1903                                     | Carbine                                            |
| Mère Nogara 1928                                   | Catnip 1910                                        | Spearmint 1903                                     | Maid of the Mint                                   |
| Mère Nogara 1928                                   | Catnip 1910                                        | Sibola 1896                                        | The Sailor Prince                                  |
| Mère Nogara 1928                                   | Catnip 1910                                        | Sibola 1896                                        | Saluda (famille 4-r)                               |